# Plavetne psine
Plavetni psi (kučci; lat. Carcharhinidae), porodica morskih pasa iz reda kučkova (Carcharhiniformes) kojoj pripada 12 rodova s 59 vrsta i jedan izumrli rod.,od kojih su neki izuzetno opasni, posebno pas bik (CC. leucas) koji živi i u slatkim (rijeke i jezera) i u morskim vodama.

## Rodovi:
1. genus Carcharhinus Blainville, 1816
2. genus Galeocerdo Müller & Henle, 1837
3. genus Glyphis Agassiz, 1843
4. genus Isogomphodon Gill, 1862
5. genus Lamiopsis Gill, 1862
6. genus Loxodon Müller & Henle, 1838
7. genus Nasolamia Compagno & Garrick, 1983
8. genus Negaprion Whitley, 1940
9. genus Physogaleus (Cappetta, 1980) †
10. genus Prionace Cantor, 1849
11. genus Rhizoprionodon Whitley, 1929
12. genus Scoliodon Müller & Henle, 1837
13. genus Triaenodon Müller & Henle, 1837